# Трилофон (Фтиотида)
Три́лофон (греч. Τρίλοφον) — село в Греции, в юго-западной Фессалии, на северо-восточном склоне хребта Отрис, к югу от города Домокос и к юго-западу от села Ксиньяс. Административно относится к общине Макракоми в периферийной единице Фтиотида в периферии Центральная Греция. Расположено на высоте 580 м над уровнем моря. Площадь 18,606 км². Население 98 человек по переписи 2011 года.

## История
До 1957 года (ΦΕΚ 253Α) село называлось Курново (Κούρνοβον).
6 июня 1943 года, во время оккупации Греции странами «оси» итальянскими оккупантами близ села расстреляны 106 заложников.

## Население
| Год  | Население, человек |
| ---- | ------------------ |
| 1991 | 200                |
| 2001 | 135                |
| 2011 | ↘ 98               |